# Nationale schatten van Zuid-Korea

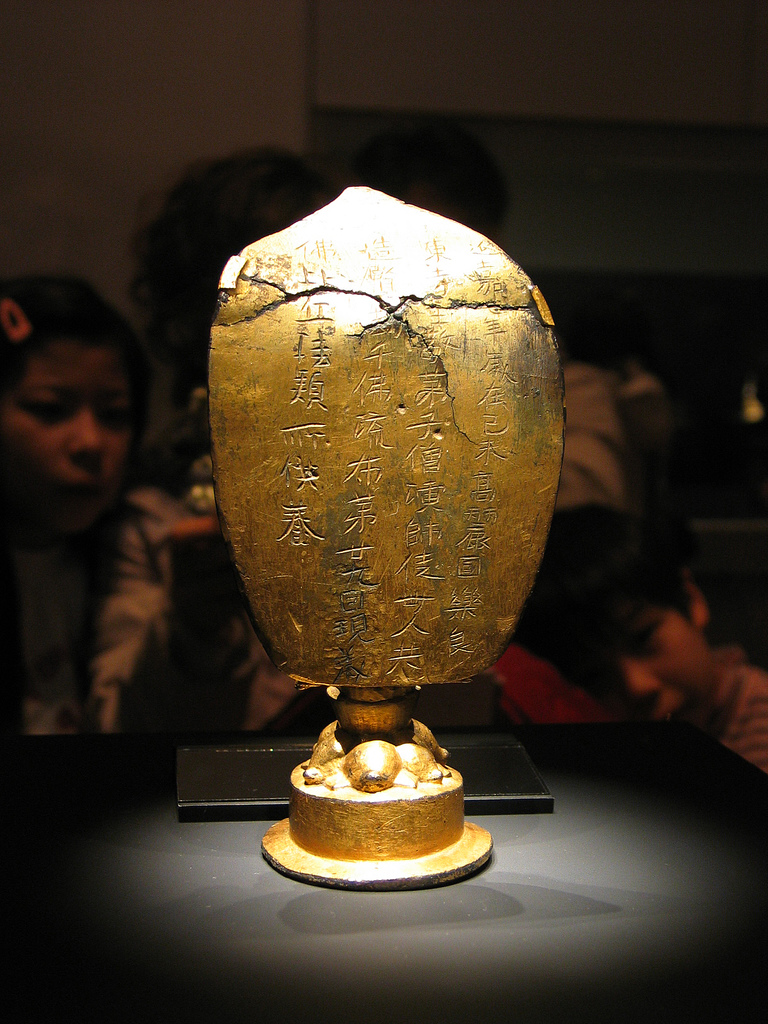
Achterkant van een verguld bronzen Boeddha met inscriptie.

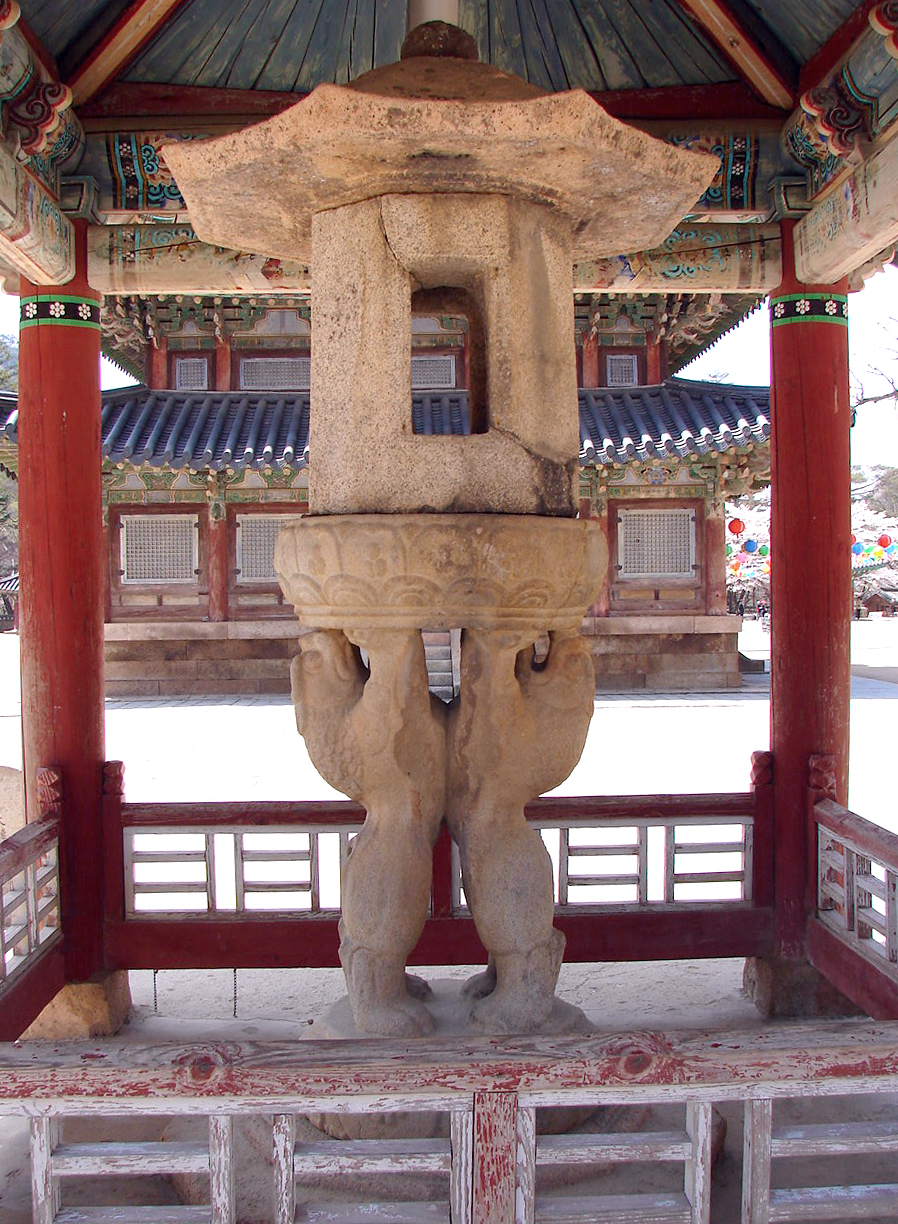
Stenen lantaarn met tweelingleeuwen bij de Beopjusa-tempel in Boeun, Korea's nationale schat nr. 5, is gebouwd op het terrein van de Beopjusa-tempel, een boeddhistische tempel

De Nationale Schatten van Korea is een genummerde serie van artefacten, gebouwen en plaatsen die erkend zijn bij de regering van Zuid-Korea als zijnde van exceptionele culturele waarde. Een aantal van deze nationale schatten zijn populaire toeristische trekpleisters.
De eerste lijst werd in 1938 samengesteld door de gouverneur-generaal van Korea tijdens de Japanse bezetting, naar het model van de Nationale schatten van Japan. De huidige lijst stamt van 20 december, 1962 en is sindsdien steeds uitgebreid.
Het eerste nummer op de lijst is voor Sungnyemun, de oude zuidelijke toegangspoort tot Seoel. Deze poort werd echter op 10 februari 2008 verwoest tijdens een brand.

## Top tien
1. Sungnyemun, zuidelijke hoofdpoort van Seoel, Seoel.
2. Wongaksa pagode, stenen, tien treden hoge, pagode van Wongaksa in het Tapgolpark in Seoel.
3. Bukhansan Monument, monument ter herinnering aan de grensinspectie van Bukhansan door koning Jinheug van Silla, Nationaal Museum van Korea, Seoel
4. Stupa van Godalsa tempelterrein, Yeoju
5. Stenen lantaarn met twee leeuwen van Beopjusa, Boeun
6. Stenen, zeven treden hoge, pagode in Tap-pyeong-ri, Chungju
7. Stele van Bongseon Honggyeongsa, Cheonan
8. Stele bij pagode van Boeddhistische priester Nanghyehwasang, Seongjusa, Boryeong
9. Stenen, vijf treden hoge, pagode van Jeongnimsa, Buyeo
10. Stenen, drie treden hoge, pagode staande voor Baekjangam, Silsangsa, Namwon